# Melanitis hylecoetes
Melanitis hylecoetes är en fjärilsart som beskrevs av Holland 1890. Melanitis hylecoetes ingår i släktet Melanitis och familjen praktfjärilar. Inga underarter finns listade i Catalogue of Life.